# فانغن إم آلغوي
وانغن در آلغوي (بالألمانية: Wangen im Allgäu) هي بلدة كبيرة ‏، مدينة وبلدة ألمانية تقع في رافنسبورغ في ألمانيا. يقدر عدد سكانها بـ 27,157 نسمة .

## المدن التوأمة
مدن لا غارن كولمب، براتو واشتات ولهن هي مدن توأمة لـوانغن در آلغوي.

## أعلام
- رولاند بدر
- دومينيك نيرز
- جانيك هابيرير
- باتريك ماير
- ميلاني ليوبولز